# تاد کریک (کلرادو)
تاد کریک (به انگلیسی: Todd Creek) یک منطقهٔ مسکونی در ایالات متحده آمریکا است که در شهرستان آدامز، کلرادو واقع شده‌است. تاد کریک ۲۶٫۰ کیلومتر مربع مساحت و ۳٬۷۶۸ نفر جمعیت دارد و ۱٬۵۴۰ متر بالاتر از سطح دریا واقع شده‌است.